# Henry Smith Lane

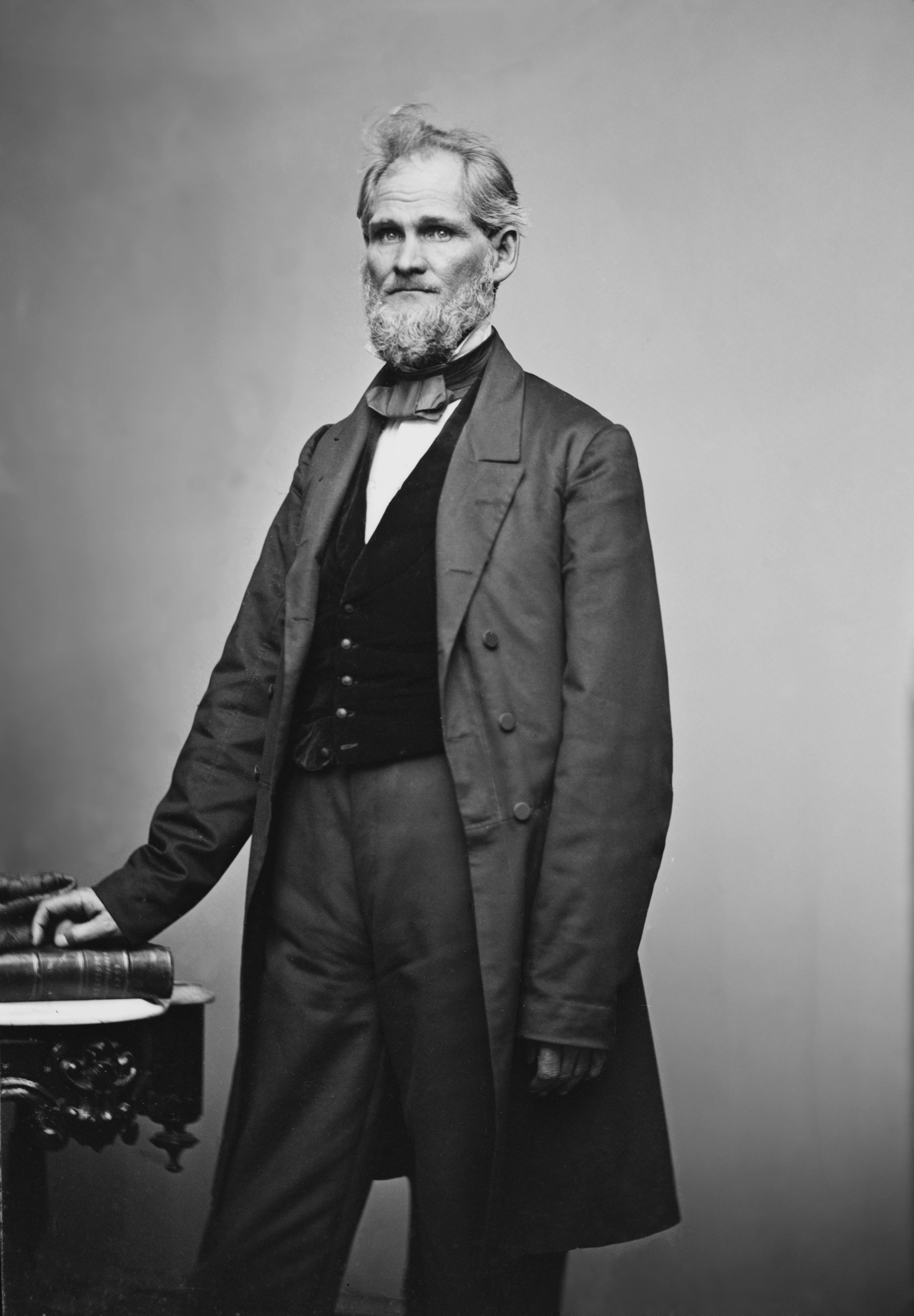
Henry Smith Lane

Henry Smith Lane (* 24. Februar 1811 in Sharpsburg, Bath County, Kentucky; † 18. Juni 1881 in Crawfordsville, Indiana) war ein US-amerikanischer Politiker. Er vertrat den Bundesstaat Indiana in beiden Kammern des Kongresses und war im Jahr 1861 dessen 13. Gouverneur.

## Frühe Jahre
Henry Lane genoss eine private Schulausbildung und studierte anschließend Jura. Nach seinem erfolgreichen Examen und seiner Zulassung als Rechtsanwalt im Jahr 1832 begann er 1834 in Crawfordsville zu praktizieren. Lane war zunächst Mitglied der Whigs und wechselte später zur 1854 gegründeten Republikanischen Partei über. Im Jahr 1836 war er im Senat von Indiana. Zwischen 1837 und 1838 war er Abgeordneter des Repräsentantenhauses dieses Staates. Anschließend war er ab dem 3. August 1840 bis zum 3. März 1843 Abgeordneter im Repräsentantenhaus in Washington. Der Mexikanisch-Amerikanische Krieg unterbrach seine politische Karriere vorübergehend. In diesem Krieg kommandierte er zunächst als Major und dann als Oberstleutnant eine Freiwilligeneinheit aus Indiana. In den 1850er Jahren war er an der Gründung der Republikanischen Partei in Indiana beteiligt. Etwa zur gleichen Zeit stieg er in das Bankgeschäft ein.

## Gouverneur von Indiana und US-Senator
Im Jahr 1860 wurde er als republikanischer Kandidat zum neuen Gouverneur von Indiana gewählt. Aber bereits zuvor hatte er mit dem Kandidaten für das Amt des Vizegouverneurs, Oliver Morton, einen Handel geschlossen. Vor der Wahl hatten sich beide Männer um die Nominierung beworben. Der Kompromiss sah nun so aus, dass im Falle einer republikanischen Mehrheit im Staatsparlament bei einem gleichzeitigen Wahlsieg Lanes und Mortons (als Vizegouverneur) Lane umgehend vom Parlament in den US-Senat gewählt werden und Morton zum Gouverneur aufrücken sollte. Das geschah: Nach genau zwei Tagen im Amt trat der frisch gewählte Senator Lane am 16. Januar 1861 als Gouverneur zurück. Zwischen dem 4. März 1861 bis zum 3. März 1867 vertrat er nun seinen Bundesstaat im Kongress. Damit erlebte er den gesamten Amerikanischen Bürgerkrieg von Washington aus. Dort war er in mehreren Ausschüssen vertreten. Während des Krieges unterstützte er die Politik des Präsidenten Abraham Lincoln.

## Weiterer Lebenslauf
Nach dem Ausscheiden aus dem Senat war er von 1869 bis 1871 Sonderbeauftragter der Bundesregierung für Indianerfragen. 1872 gehörte er einem Ausschuss zur Verbesserung der Schifffahrt auf dem Mississippi an. Henry Lane starb im Jahr 1881 in seinem Heimatort Crawfordsville und wurde dort auch beigesetzt.